# Централни Калимантан
Централни Калимантан (инд. Kalimantan Tengah), једна је од 34 провинције Индонезије. Провинција се налази на острву Борнео или Калимантан, на северу Индонезије. Заузима укупну површину од 153.565 km² и има 2.212.089 становника (2010). 
Главни град је Паланкараја.

## Демографија
Становништво чине: Малајци, Јаванци, Дајаци, и друга староседелачка племена. Ислам је доминантан (74%), те протестанти (17%), хиндуисти (11%), римокатолици (4%) и други.
| 1971.   | 1980.   | 1990.     | 1995.     | 2000.     | 2010.     |
| ------- | ------- | --------- | --------- | --------- | --------- |
| 701.936 | 954.353 | 1.396.486 | 1.627.453 | 1.801.965 | 2.212.089 |